# 上山路郵便局
上山路郵便局（かみさんじゆうびんきょく）は、和歌山県田辺市龍神村にある郵便局。民営化前の分類では集配特定郵便局であった。

## 概要
かつては旧龍神村を龍神郵便局と下山路郵便局と共に担う集配郵便局であったが、民営化直前の集配業務再編において、当局は配達センターとされたため、民営化後も郵便事業株式会社の支店は併設されず、集配センターが併設された。

## 沿革
- 2007年（平成19年）2月13日 - 下山路郵便局から集配業務を移管。
- 2007年（平成19年）3月5日 - ゆうゆう窓口（郵便時間外窓口）を廃止し、配達センター局に移行。
- 2007年（平成19年）10月1日 - 民営化に伴い、併設された郵便事業田辺支店上山路集配センターに一部業務を移管。
- 2012年（平成24年）10月1日 - 日本郵便株式会社発足に伴い、田辺郵便局上山路集配センターを上山路郵便局に統合。

## 取扱内容
- 郵便、印紙、ゆうパック、内容証明
- 貯金、為替、振替、振込、国債、投資信託
- 生命保険、バイク自賠責保険、自動車保険、がん保険
- ゆうちょ銀行ATM
- 田辺市内の一部地域（旧龍神村一部域）の集配業務

## 風景印
- 図案は龍神温泉の遠景。局名表記は「和歌山　上山路」
- 使用開始日は1995年（平成7年）9月25日

## 周辺
- 龍神温泉
- 道の駅龍神
- 田辺市立上山路小学校
- 田辺市龍神行政局
- 丹生神社
- 日高川
- 和歌山森林管理署 龍神森林事務所
- 丹生ノ川
- 田辺市立東保育園

## アクセス
- 国道371号沿い
- 駐車場あり（1台）